# MagicGate

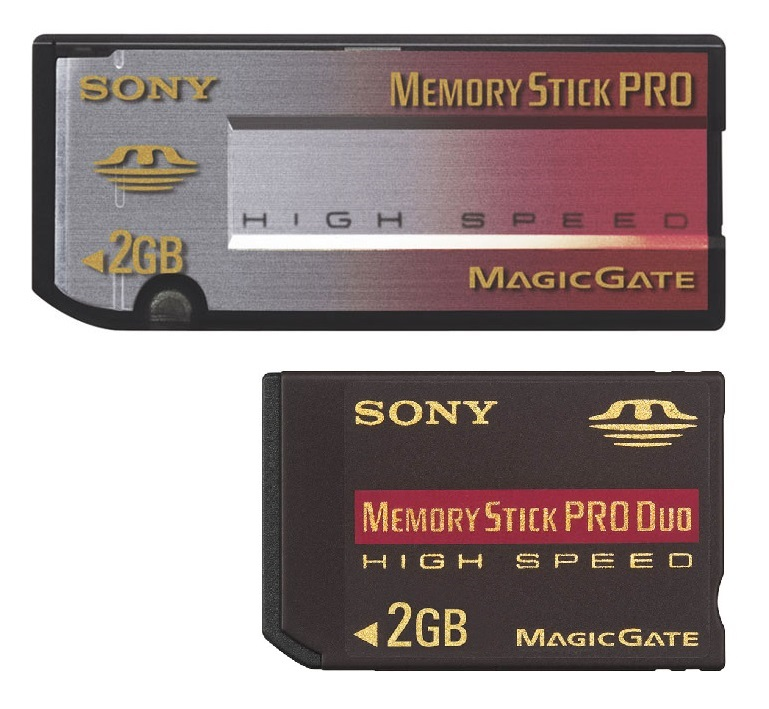
Clé USB haute vitesse 2 Go

MagicGate est un système de protection créé et introduit en 1999 par Sony dans ses cartes mémoires, en particulier ses Memory Stick dans le cadre du Secure Digital Music Initiative (SDMI).
MagicGate permet le chiffrement de la musique contenue sur le support, via des puces MagicGate intégrées aux lecteurs/enregistreurs.
Désormais et depuis 2004, tous les MemoryStick doivent intégrer cette technologie et les lecteurs portables Walkman à mémoire MemoryStick n'acceptent que les cartes comportant la technologie MagicGate.